# مارك إنجلش
مارك إنجلش (بالإنجليزية: Mark English)‏ هو رسام توضيحي أمريكي، ولد في 1933.